# 新青年 (中国)
『新青年』（しんせいねん）は中華民国の新文化運動の中心的な役割を担った雑誌であり、1910年代の中国の思想界をリードした。

## 『新青年』の創刊
漢代の「儒学の官学化」以来約2000年間、経学を中心とした知的営為が続き、「儒教」は中国社会の奥深くまでしみついており、科挙の廃止（1905年）で知識人の意識ががらりと変わったわけではなかった。この「儒教」からの真の解放を目指して中国の再生を企図した新文化運動が主流になり、その中核が文学革命であった。梁啓超は1898年から『清議報』、『新民叢報』などの新聞を創刊し、多くの分かりやすく、はっきりした文章を発表し、白話文の影響が大きく、五四運動のために思想上と組織上の準備をした、文学革命の舞台となったのは、1915年9月15日に上海で創刊された本雑誌『新青年』（発刊当初は『青年雑誌』であり、1916年に『新青年』に改題された）であった。袁世凱による帝制運動が進められ、復古の風潮が全国を覆っていた時期である。この『新青年』の代表的スローガンが「民主と科学」であり、執筆者達は、「民主」と「科学」を基調とする新文化の建設を訴えた。背景には、辛亥革命が「儒教」社会の構造や人間の倫理規範を何ら改変させるところなく、第一次世界大戦（1914年－1919年）に参戦中の列強による「瓜分」が深刻になってきたことに加え、袁世凱政権が日本からの「対華21ヶ条の要求」を受け入れたこと（1915年）への挫折感・屈辱感・危機感があった。『新青年』の執筆者のうち、進化論の「適者生存」に因んで改名した胡適は、留学中のアメリカから「文学改良芻議」（1917年）を寄稿し、古典に典拠を求めないことや俗字俗語の使用を避けないことなど、文章の表現形式に関する改革を訴えた。これは科挙の影響を受けた知識人が使う古典文語文の使用をやめ、庶民の用いる白話文を用いて文章を綴ろうという主張である。この胡適の影響を受け、陳独秀は正式に「文学革命」を提唱し、2000年にわたる儒教という呪縛からの個人の解放を訴えた。また魯迅は、『狂人日記』（1918年）を著して、表では礼節を説く「儒教」が裏では生命の抑圧者となったことを指摘した。さらに、1917年のロシア革命の影響を受けた李大釗は人々を革命に立ちあがらせる理論としてマルクス思想を中国に最初に紹介した。

## 『新青年』の展開
『新青年』の主な執筆者は、魯迅、胡適、周作人（魯迅の弟）、李大釗らの北京の知識人とりわけ北京大学の教授陣で占められた。毎号300ページ前後の堂々たる総合雑誌の体裁をとり、最盛期には1万6000部も発行して人間、内面、恋愛、貨幣経済制度など近代西欧に起源をもつ重要な概念を、一斉に中国文学に登場させた。

## 『新青年』内部の対立と終焉
その後、ロシア革命の評価とマルクス主義受容をめぐり、『新青年』内部では対立が深まっていく。陳独秀と李大釗らはレーニンのボルシェビズムに傾き、コミンテルン＝ロシア共産党の支援を受け、1921年7月に中国共産党を結党したので、『新青年』は中共の機関誌化していった。これに対しマルクス主義に強く反対した胡適は、アメリカ・モデルによる近代化を主張し、魯迅と周作人らもボルシェビズムの専制的体質に懐疑を抱き、むしろ日本の白樺派文学者、武者小路実篤の「新しき村運動」への信頼感を表明して『新青年』から離れていった。1922年7月で休刊、事実上の解散という結末を迎えた。